# Madre de Dios (region)
Madre de Dios (spansk for Guds mor, den kristne titel for Jomfru Maria, Jesu mor) er en region i det sydøstlige Peru, som grænser til Brasilien, Bolivia og de peruvianske regioner Puno, Cusco og Ucayali. Hovedbyen er Puerto Maldonado.
11°59′S 70°35′V / 11.99°S 70.59°V